# Sphecodes pseudocrassus
Sphecodes pseudocrassus är en biart som beskrevs av Blüthgen 1924. Sphecodes pseudocrassus ingår i släktet blodbin, och familjen vägbin. Inga underarter finns listade i Catalogue of Life.